# Дзаппала, Винченцо
| Открытые астероиды: 9                                             | Открытые астероиды: 9 |
| ----------------------------------------------------------------- | --------------------- |
| 4478 Blanco [1]                                                   | 23 апреля 1984        |
| (5802) 1984 HL1 [1]                                               | 27 апреля 1984        |
| (6289) 1984 HP1 [1]                                               | 28 апреля 1984        |
| 7459 Gilbertofranco                                               | 28 апреля 1984        |
| 9009 Tirso                                                        | 23 апреля 1984        |
| 9010 Candelo                                                      | 27 апреля 1984        |
| (10038) 1984 HO1 [1]                                              | 28 апреля 1984        |
| (11476) 1984 HH1 [1]                                              | 23 апреля 1984        |
| (17357) 1978 QH3 [2]                                              | 23 августа 1978       |
| 1. совместно с Вальтер Феррери 2. совместно с Джованни де Санктис |                       |

Винче́нцо Дзаппала́ (итал. Vincenzo Zappalà, 1945) — итальянский астроном и первооткрыватель астероидов, который работает в Туринской обсерватории. За август 1978 и апрель 1984 года им было обнаружено в общей сложности 9 астероидов, три из которых он обнаружил самостоятельно.
Свою научную карьеру Винченцо Дзаппала главным образом посвятил изучению малых тел Солнечной система, таких как кометы и астероиды. На эту тему в различных научных журналах у него было опубликовано свыше 250 статей. Результаты проведённых им исследований семейств астероидов получили большую известность и признание в научных кругах, а разработанный им же метод поиска подобных групп астероидов, позволил достаточно достоверно выявлять новые астероидные семейства.
В разные годы Винченцо Дзаппала принимал участие во различных международных конгрессах и входил в состав научных советов, а также возглавлял некоторые из них. Он также участвовал в международных конференциях в Европе, США, Японии и России (около академии наук). С 1997 по 2000 год возглавлял комиссию №15 международного астрономического союза, в котором состоял с 1975 года. Он является одним из руководителей группы учёных работающих над созданием космического телескопа Gaia.
Винченцо Дзаппала также является одним и основателей крупнейшего итальянского астрономического интернет-портала astronomia.com. Этот сайт даже упоминался в национальных выпусках новостей в связи с наблюдением болида. Портал ежедневно публикует научные статьи крупных современных астрономов, содержит карты неба для каждого месяца, глоссарий астрономических терминов, а также позволяет проводить интервью и организовывать конгрессы и обсуждения по астрономическим темам.
В знак признания его заслуг одному из астероидов было присвоено его имя (2813) Дзаппала.